# Sergio Agüero
Sergio Leonel Agüero del Castillo (Buenos Aires, 2 de junho de 1988), também conhecido como Kun Agüero, é um ex-futebolista argentino que atuava como atacante.

## Infância e juventude
Durante sua infância, recebeu o apelido de Kun devido a um desenho japonês de que gostava, Wanpaku Ōmukashi Kumu-Kumu, conhecido no Brasil como As Aventuras de Cacá. Seu talento já era visível aos oito anos de idade, quando conseguia demonstrar habilidades contra garotos de quatorze.

## Carreira

### Independiente

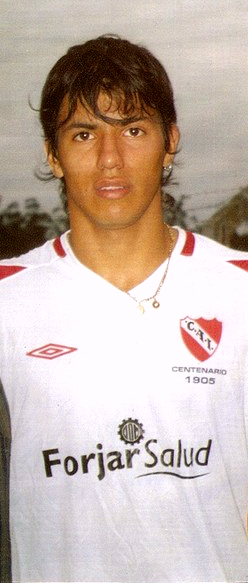
Agüero no Independiente em 2005

Estreou pelo Independiente no dia 5 de julho de 2003, com apenas 15 anos, um mês e quatro dias, tornando-se o jogador mais jovem a disputar um jogo pelo Campeonato Argentino. Seu primeiro gol foi feito em 26 de novembro de 2004, contra o Estudiantes de La Plata.
A habilidade e precocidade logo lhe renderiam comparações a Diego Maradona, principalmente por parte dos torcedores do Independiente. As comparações com o antigo Diez ganharam mais força após um gol similar ao que o craque fizera contra a Inglaterra na Copa do Mundo FIFA de 1986; Agüero, no que considera o gol mais bonito da carreira, fez bela jogada desde antes do meio-campo no clássico de Avellaneda, contra o Racing.
Tido como um jogador técnico e rápido (comparado a jogadores como Romário e Ronaldo), foi eleito o melhor jogador da Liga Argentina em 2005. Em 2006 e aos 17 anos de idade, era credenciado por muitos para estar na Copa do Mundo FIFA realizada na Alemanha, mas acabou não sendo chamado pelo técnico José Pékerman. Pouco antes da competição, já havia acertado sua ida à Europa, ao ser vendido por 20 milhões de euros ao Atlético de Madrid.

### Atlético de Madrid
A primeira temporada, em 2006–07 foi de transição, com poucos lampejos de brilho. A partir da segunda, seria diferente: com a autoestima renovada após vencer (sendo ainda artilheiro) seu segundo Mundial Sub-20 pela Argentina, Agüero concluiu que poderia jogar no clube o mesmo que fazia na Seleção, mentalizando que "trataria as listras do Atlético como se fosse as da Argentina". O jovem firmou-se na equipe comandada por Javier Aguirre e formou uma devastadora dupla de ataque com o uruguaio Diego Forlán.

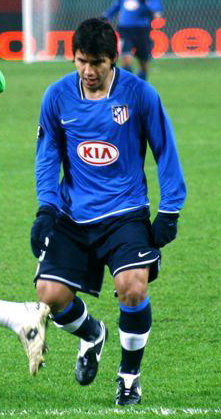
Agüero atuando pelo Atlético de Madrid em 2007

Na temporada 2007–08, sua segunda pelo clube, Agüero ficaria em terceiro na artilharia da La Liga, com 19 gols, ajudando os colchoneros a voltarem à Liga dos Campeões da UEFA após doze anos, tornando-se o novo ídolo da torcida, que há pouco tempo havia perdido Fernando Torres, que ocupava tal função e na época transferiu-se para o Liverpool. A quarta colocação, alcançada e mantida desde uma vitória sobre o Barcelona por 4 a 2 com ele marcando duas vezes, dando uma assistência e cavando um pênalti, foi também a melhor do clube desde o título nacional, em 1996.
Já na temporada seguinte, 2008–09, sua importância foi sentida no jogo de ida da preliminar da Liga dos Campeões da UEFA, contra o Schalke 04, em que ele esteve fora por estar nas Olimpíadas de 2008. Sem ele, o Atlético perdeu de 1–0 para os alemães. No jogo de volta, quando Kun já havia retornado ao time, marcou um dos gols na goleada de 4–0 que reverteu o resultado do jogo de ida e assegurou os colchoneros na fase de grupos da Liga. Nesta mesma fase, Agüero teve especial destaque contra o PSV, na casa do adversário, marcou duas vezes em outra vitória por 3–0, além de exibir também seus dribles. O Atlético classificou-se para as oitavas-de-final, quando acabaria eliminado prematuramente, ainda invicto, pelo Porto. Pela La Liga 2008–09, sua boa fase prosseguiu, com ele marcando 17 vezes e os madrilenhos novamente obtendo a quarta colocação e nova classificação na Champions League.
Na temporada 2009–10, após passar pela fase preliminar com duas vitórias sobre o Panathinaikos, o Atlético estava na fase de grupos da Liga dos Campeões da UEFA. Num difícil grupo, que contava com times como Chelsea e Porto, que havia eliminado os Colchoneros do torneio na temporada anterior, o Atlético acabou ficando com a terceira colocação, fato que lhe garantiu vaga na Liga Europa da UEFA, segundo principal torneio de clubes na Europa. Seu primeiro título pelo clube veio após a vitória do Atlético por 2–1 sobre o Fulham na partida final da Liga Europa, realizada em Hamburgo no dia 12 de maio de 2010. Posteriormente conquistou mais um título com os Colchoneros, a Supercopa da UEFA, partida única disputada entre os vencedores dos dois principais torneios europeus de clubes. Na ocasião, o Atlético de Madrid venceu a Internazionale por 2–0 e Agüero marcou o segundo gol.

### Manchester City
No dia 27 de julho de 2011, após uma longa negociação que envolveu o interesse de vários clubes, o Manchester City acabou vencendo a disputa por Agüero, pagando 45 milhões de euros (cerca de 101 milhões de reais) pelo jogador, que assinou um contrato de cinco temporadas com os ingleses. A transferência passa a ser a mais cara da história do clube, superando os 37 milhões de euros (aproximadamente 83 milhões de reais) pagos por Robinho. Em sua apresentação oficial após uma bateria de exames médicos, Agüero recebeu a camisa 16 do City.

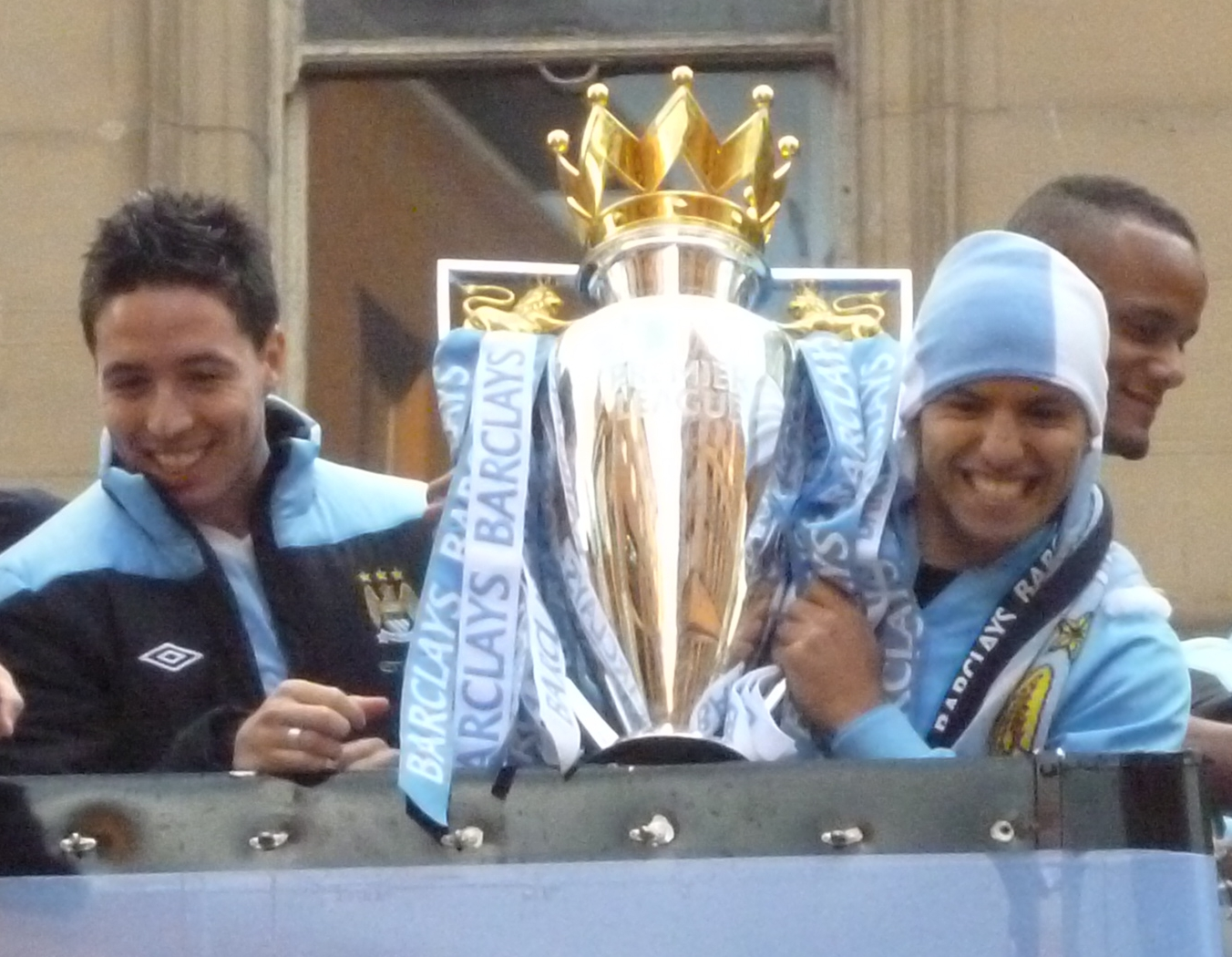
Agüero (direita) e Samir Nasri com o troféu da Premier League em maio de 2012

Estreou no dia 15 de agosto de 2011, contra o Swansea City, entrando aos 15 minutos do segundo tempo. Após cinco minutos em campo, marcou o seu primeiro golo com a camisa azul do Manchester City. Ele recebeu passe da direita, de Micah Richards, e, em baixo das traves, só teve o trabalho de empurrar para dentro. Mais tarde, ganhou bola perdida na linha de fundo, e cruzou para trás, concedendo uma assistência para o gol de David Silva. No fim do jogo, Kun recebeu a bola na intermediária, e finalizou com o pé direito, marcando o quarto e último gol da vitória do até então líder do campeonato Manchester City. Em 28 de agosto, marcou mais um na goleada por 5–1 sobre o forte time do Tottenham Hotspur, em pleno White Hart Lane. Agüero manteve sua fantástica sequência inicial no Manchester City marcando um hat-trick na partida contra o Wigan Athletic, em 10 de setembro. No dia 18 de setembro, Kun marcou dois gols no empate em 2 a 2 diante do Fulham. Em 1 de outubro, no jogo contra o Blackburn, o jogador saiu aos 30 minutos do primeiro tempo, por conta de uma contusão na virilha.
No dia 13 de maio, Agüero entrou para a história dos Citizens ao marcar o gol do título da Premier League, garantindo a vitória por 3–2 contra o Queens Park Rangers. O gol foi marcado aos 48 minutos do segundo tempo, dando assim o título ao clube de Manchester, que teve uma longa espera de 44 anos na fila pelo título inglês.

#### 2012–13
Chegou a sofrer grande concorrência durante essa temporada, uma vez que a equipe contava com nomes como Carlos Tévez e Edin Džeko para o ataque. Em 8 de abril de 2013, Agüero marcou o segundo gol do City no clássico contra o Manchester United, na vitória por 2–1 fora de casa. Foi dele também o segundo gol da sua equipe na vitória por 2–1 contra o Chelsea, dessa vez em jogo válido pela semifinal da Copa da Inglaterra. Após perder o título da Premier League para o rival United, Agüero marcou na vitória sobre o West Ham por 2–1 no dia 27 de abril.

#### 2013–14

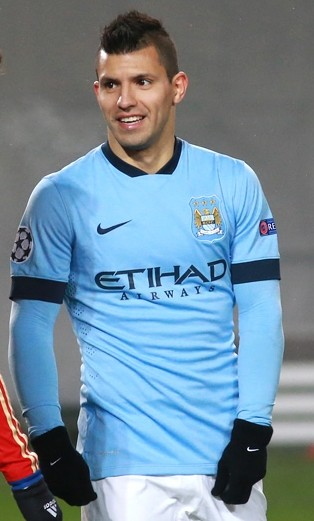
Agüero em 2014

No dia 19 de agosto, Agüero marcou o segundo gol do City na goleada por 4–0 contra o Newcastle United, em jogo válido pela primeira rodada da Premier League. Já no dia 22 de setembro, marcou dois gols na vitória por 4–1 em casa contra o Manchester United.
Em 8 de novembro, depois de marcar cinco gols em quatro jogos entre 5 de outubro e 2 de novembro, Agüero foi eleito o melhor jogador da Premier League de outubro. Durante o mesmo período, ele também marcou os dois gols do City em uma vitória fora por 2–1  contra o CSKA Moscou na Liga dos Campeões.
Em 14 de dezembro de 2013, Agüero foi substituído na vitória por 6 a 3 contra o Arsenal devido a uma lesão na panturrilha e perdeu oito jogos. O atacante retornou no dia 15 de janeiro de 2014, contra o Blackburn, marcando na goleada por 5 a 0 depois de sair do banco de reservas. Já no dia 25 de janeiro, marcou seu primeiro hat-trick na temporada na vitória por 4–2 sobre o Watford. Agüero voltou a sofrer uma lesão no dia 29 de janeiro, dessa vez na vitória por 5–1 contra o Tottenham.

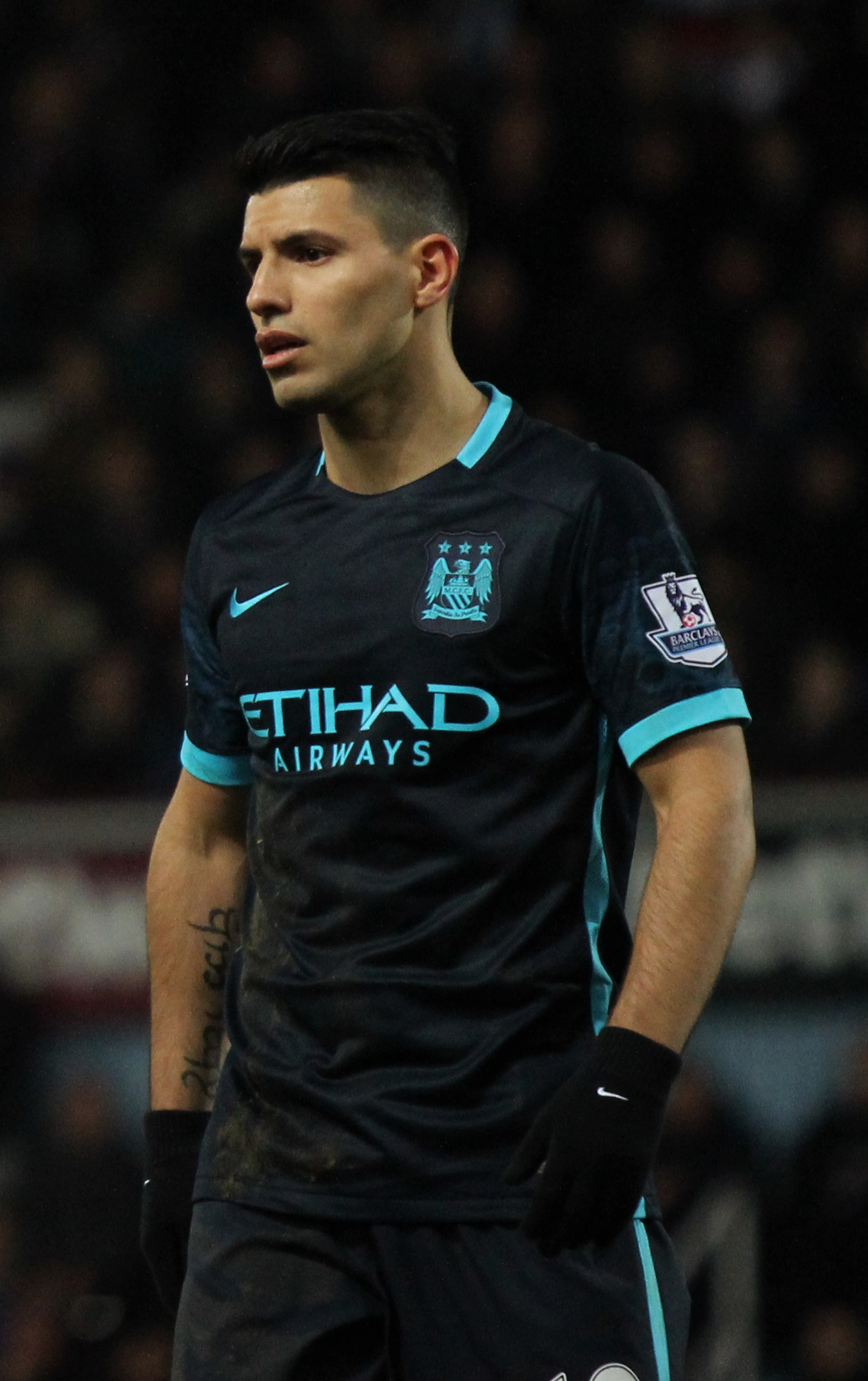
Agüero pelo Manchester City em 2016

O atacante argentino voltou a atuar no dia 2 de março, na final da Copa da Liga Inglesa, na vitória por 3–1 sobre o Sunderland no Estádio de Wembley.

#### 2017–18
Em 21 de outubro de 2017, Agüero igualou a marca de Eric Brook e tornou-se um dos maiores artilheiros da história dos Citizens, com 177 gols. Tal feito foi marcado contra o Burnley, em jogo válido pela nona rodada da Premier League. Em 1 de novembro, num jogo contra o Napoli pela Liga dos Campeões, marcou um dos gols da vitória por 4–2, chegando a 178 gols com a camisa do Manchester City e tornando-se o maior artilheiro da história do clube. Quatro dias depois marcou de pênalti na vitória sobre o Arsenal por 3–1, válida pela Premier League. O atacante marcou novamente de pênalti na derrota por 2–1 para o Shakhtar Donetsk de Bernard, em jogo válido pela última rodada da fase de grupos da Liga dos Campeões. Marcou mais dois na goleada sobre o Bournemouth por 4–0 no dia 23 de dezembro, ajudando o City a se isolar ainda mais na liderança da Premier League. Também foi decisivo na vitória por 4–1 sobre o Burnley, pela terceira fase da Copa da Inglaterra, marcando os dois primeiros gols da virada do City aos 56' e aos 58' minutos de jogo. Também foi dele o gol que garantiu a vitória apertada por 2–1 em casa contra o Bristol City no primeiro jogo da semifinal da Copa da Liga Inglesa, evitando o que seria um resultado ruim para o City com um gol nos acréscimos. A boa fase continuou na primeira partida após a derrota para o Liverpool no Anfield, que foi a primeira do City na competição, marcando um hat-trick que ajudou a equipe do City a voltar a somar pontos na Premier League com a vitória sobre o Newcastle por 3–1 em 20 de janeiro.

#### 2018–19
Em 5 de agosto de 2018, Agüero marcou dois gols na vitória por 2 a 0 sobre o Chelsea, em partida válida pela Supercopa da Inglaterra. Já no dia 19 de agosto, anotou um hat-trick na vitória por 6–1 sobre o Huddersfield Town, válida pela segunda rodada da Premier League. Seus três gols foram marcados após receber assistências do goleiro Ederson, do lateral-esquerdo Benjamin Mendy e ao conferir falha de Ben Hamer. No dia 21 de setembro, o atacante argentino renovou seu contrato com o City até 2021.
Em 10 de fevereiro de 2019, Agüero marcou três gols na goleada por 6–0 sobre o Chelsea, válida pela 26ª rodada da Premier League. Assim, alcançou o inglês Alan Shearer como o jogador com o maior número de hat-tricks na história da Premier League, com 11 feitos.
Já no dia 28 de abril, Agüero marcou seu vigésimo gol na Premier League e igualou-se a Thierry Henry como jogador que marcou 20 gols ou mais em cinco temporadas seguidas (2014–15, 2015–16, 2016–17, 2017–18 e 2018–19) na competição.

#### 2019–20
Em 12 de janeiro de 2020, Agüero fez três gols na goleada por 6–1 contra o Aston Villa, em jogo válido pela 22ª rodada da Premier League. Com o triplete marcado, o atacante quebrou dois recordes: o de jogador estrangeiro com mais gols na competição, com 177 gols feitos, superando Thierry Henry e Robin van Persie, além de tornar-se o jogador com mais hat-tricks na história da competição – 12 vezes marcando três gols ou mais em uma partida.

#### 2020–21
Agüero realizou sua última partida na Premier League no dia 25 de maio de 2021, contra o Everton, em jogo válido pela última rodada da competição. Os Citizens golearam por 5–0, com Agüero entrando no lugar de Riyad Mahrez e marcando dois gols. Com os dois gols marcados, tornou-se o maior artilheiro por um mesmo clube na Premier League com 184 gols, ultrapassando Wayne Rooney.
Sua última partida pelo Manchester City foi no dia 29 de maio, quando atuou na final da Liga dos Campeões da UEFA. O atacante entrou aos 77 minutos de jogo substituindo Raheem Sterling, mas pouco pode fazer e sua equipe acabou derrotada por 1–0 para o Chelsea.

### Barcelona
No dia 31 de maio de 2021, Sergio Agüero foi anunciado pelo Barcelona como reforço do time espanhol, assinando um contrato de duas temporadas com uma multa rescisória de 100 milhões de euros. O argentino realizou sua estreia pelo clube catalão no dia 17 de outubro, em partida válida pela 9ª rodada da La Liga, entrando aos 87 minutos de jogo no lugar do lateral-direito Sergiño Dest. Na ocasião, o Barça derrotou o Valencia por 3–1.
Agüero marcou seu único gol pela equipe na 10ª rodada da La Liga, justamente no El Clásico onde o Barcelona foi derrotado por 2–1.

### Aposentadoria
No dia 15 de dezembro de 2021, em coletiva no estádio Camp Nou, Agüero anunciou a aposentadoria dos gramados devido à problemas cardíacos.

## Seleção Nacional

### Sub-20 e Olimpíadas
Pela Argentina, Agüero já gerava expectativas desde as categorias de base. O atacante conseguiu o feito de disputar duas vezes a Copa do Mundo FIFA Sub-20, em 2005 e 2007, além de ter sido campeão em ambas, sendo o artilheiro da segunda com seis gols.
Pouco mais de um ano depois de sua grande exibição no sub-20 de 2007, nova glória: a medalha de ouro nas Olimpíadas de 2008, em que Agüero foi decisivo nas semifinais, contra o Brasil, devolvendo os 3 a 0 que sofrera em sua estreia pela Seleção, marcando ainda dois gols no jogo.

### Principal
Sua presença na Copa do Mundo de 2006 era muito aguardada, principalmente entre os argentinos, mas o atacante só viria a ser convocado pela primeira vez após o torneio. Agüero realizou sua estreia pela Argentina no dia 3 de setembro, em um amistoso contra o Brasil realizado no Emirates Stadium. A Albiceleste, então comandada por Alfio Basile, teve uma péssima atuação e perdeu por 3 a 0.
Integrou o elenco da Argentina na Copa do Mundo FIFA de 2010, mas foi reserva de Carlos Tévez durante todo o torneio realizado na África do Sul. Após passar sem dificuldades pela fase de grupos, a Albiceleste comandada por Diego Maradona acabou sendo eliminada pela Alemanha nas quartas de final, após uma humilhante derrota por 4–0 no Estádio da Cidade do Cabo.

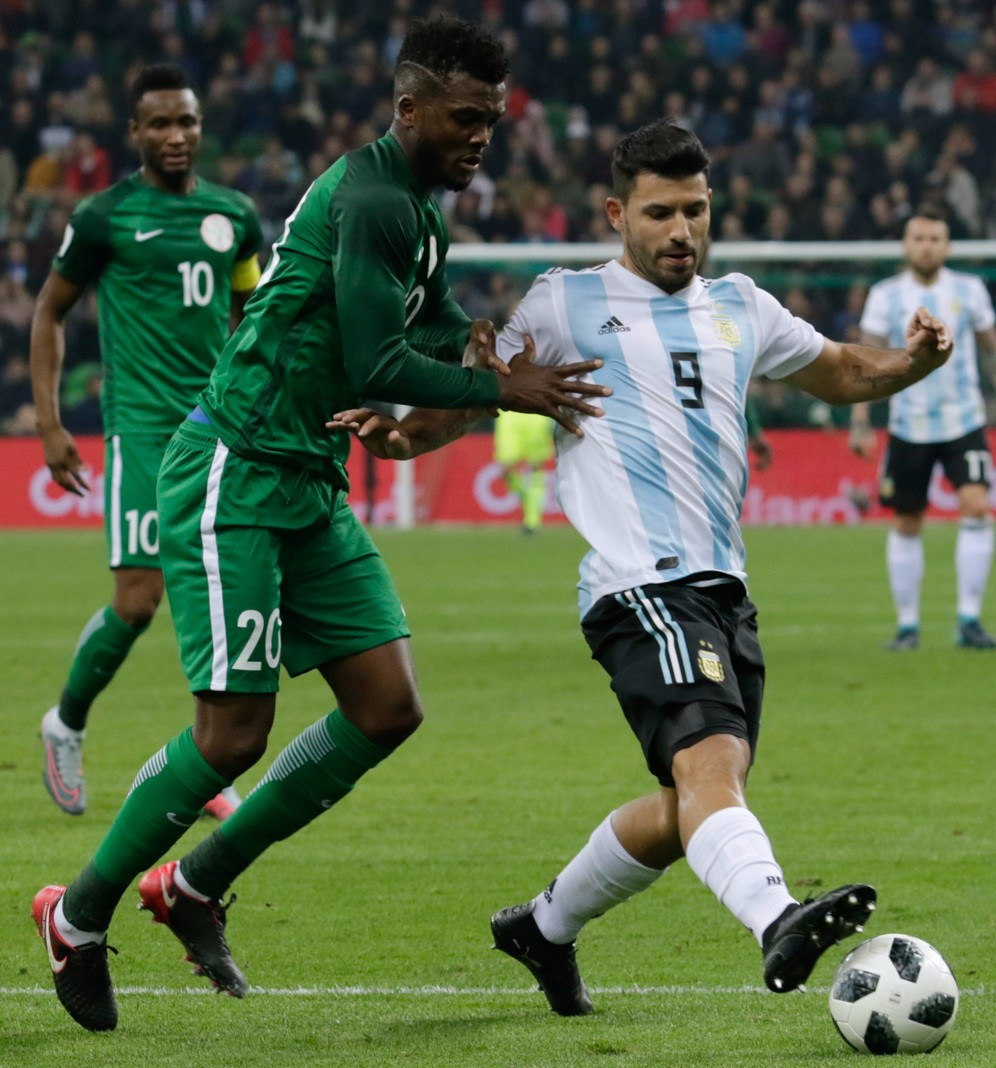
Agüero contra a Nigéria pela Copa do Mundo de 2018

Já pela Copa América de 2011, foi o autor do primeiro gol do torneio, no surpreendente empate em 1–1 entre a anfitriã Argentina e a modesta Bolívia. Contra a Costa Rica, na última rodada, marcou mais dois na vitória por 3 a 0 que garantiu os argentinos na segunda fase.
Convocado para disputar a Copa do Mundo FIFA de 2014 no Brasil, mais uma vez o atacante foi reserva num Mundial, dessa vez sendo preterido por Gonzalo Higuaín. A Argentina acabou sendo vice-campeã do torneio e Agüero atuou na final, mas não conseguiu impedir a derrota por 1–0 para a Alemanha no Maracanã.
Em 2015, já como titular, destacou-se durante a campanha da Copa América, onde sagrou-se vice-campeão. Agüero foi o artilheiro da Seleção Argentina na competição com três gols marcados. Em 2016 bateu na trave mais uma vez, sendo vice-campeão da Copa América Centenário.
O atacante foi convocado para a Copa do Mundo FIFA de 2018 e marcou seu primeiro gol em Copas logo na estreia, no dia 16 de junho, mas a Argentina só empatou em 1–1 com a Islândia. Viria a marcar novamente nas oitavas de final contra a França, mas o seu gol de nada adiantou e a Argentina foi eliminada pelo placar de 4–3. Um ano depois participou de mais uma edição da Copa América e fez um gol na disputa do terceiro lugar contra o Chile.
Seu último torneio disputado pela Seleção foi a Copa América de 2021, que inicialmente seria disputada na Colômbia e na Argentina. No entanto, depois de muitos problemas políticos na Colômbia e a alta de casos de COVID-19 na Argentina, acabou que a competição foi realizada no Brasil. Agüero disputou quatro partidas no torneio, sendo titular na vitória por 1 a contra o Paraguai e na vitória por 4–1 contra a Bolívia. O atacante não marcou nenhum gol, mas a Argentina chegou até a final e conquisto o título após vencer o Brasil por 1 a 0 no Maracanã.

## Vida pessoal
Obteve a cidadania espanhola em dezembro de 2010. Manteve relacionamento com Giannina Maradona, filha caçula de Diego Maradona, entre 2008 e 2013. Em 19 de fevereiro de 2009 nasceu o único filho do casal, Benjamín, na cidade de Madrid. Grande amigo de Agüero, o craque Lionel Messi foi escolhido para ser o padrinho do garoto.

## Problemas de saúde

### Acidente em 2017
Em 28 de setembro de 2017, Agüero sofreu um acidente de carro em Amsterdã, na Holanda, após deixar um show do cantor Maluma. O táxi que conduzia o atacante ao aeroporto bateu, e o atleta precisou ser levado às pressas ao hospital. Devido esse acidente, ele fraturou sua costela e ficou fora do futebol cerca de 20 dias, sendo desfalque da Seleção Argentina.

### Arritmia cardíaca em 2021
No dia 30 de outubro de 2021, durante uma partida válida pela La Liga contra a equipe do Alavés, Agüero precisou ser substituído ainda no primeiro tempo após sentir dores no peito, sendo levado de ambulância a um hospital. Exames preliminares detectaram que o jogador havia sofrido uma arritmia cardíaca, e por consequência, teve que ser afastado de suas atividades por pelo menos três meses. No entanto, era extremamente incerto se Agüero poderia voltar aos gramados. No dia 14 de dezembro, o atacante convocou uma entrevista coletiva para o dia seguinte, na qual a imprensa espanhola apontava ser o anúncio de aposentadoria. Finalmente no dia 15 de dezembro, Aguero confirmou que havia decidido encerrar sua carreira profissional.

## Estatísticas

### Seleção
| Ano   |       |      |
| Ano   | Jogos | Gols |
| ----- | ----- | ---- |
| 2006  | 2     | 0    |
| 2007  | 4     | 1    |
| 2008  | 9     | 4    |
| 2009  | 6     | 2    |
| 2010  | 5     | 2    |
| 2011  | 8     | 5    |
| 2012  | 7     | 2    |
| 2013  | 8     | 5    |
| 2014  | 10    | 2    |
| 2015  | 10    | 10   |
| 2016  | 11    | 1    |
| 2017  | 4     | 2    |
| 2018  | 5     | 3    |
| 2019  | 8     | 3    |
| Total | 97    | 41   |

|     | Data                   | Local                     | Adversário           | Gols | Resultado | Competição                  |
| --- | ---------------------- | ------------------------- | -------------------- | ---- | --------- | --------------------------- |
| 1.  | 17 de novembro de 2007 | Buenos Aires, Argentina   | Bolívia              | 1    | 3–0       | Elim. Copa do Mundo de 2010 |
| 2.  | 26 de março de 2008    | Cairo, Egito              | Egito                | 1    | 2–0       | Amistoso                    |
| 3.  | 4 de junho de 2008     | San Diego, Estados Unidos | México               | 1    | 4–1       | Amistoso                    |
| 4.  | 6 de setembro de 2008  | Buenos Aires, Argentina   | Paraguai             | 1    | 1–1       | Elim. Copa do Mundo de 2010 |
| 5.  | 11 de outubro de 2008  | Buenos Aires, Argentina   | Uruguai              | 1    | 2–1       | Elim. Copa do Mundo de 2010 |
| 6.  | 28 de março de 2009    | Buenos Aires, Argentina   | Venezuela            | 1    | 4–0       | Elim. Copa do Mundo de 2010 |
| 7.  | 12 de agosto de 2009   | Moscou, Rússia            | Rússia               | 1    | 3–2       | Amistoso                    |
| 8.  | 24 de maio de 2010     | Buenos Aires, Argentina   | Canadá               | 1    | 5–0       | Amistoso                    |
| 9.  | 7 de setembro de 2010  | Buenos Aires, Argentina   | Espanha              | 1    | 4–1       | Amistoso                    |
| 10. | 20 de junho de 2011    | Buenos Aires, Argentina   | Albânia              | 1    | 4–0       | Amistoso                    |
| 11. | 1 de julho de 2011     | La Plata, Argentina       | Bolívia              | 1    | 1–1       | Copa América de 2011        |
| 12. | 11 de julho de 2011    | Córdoba, Argentina        | Costa Rica           | 2    | 3–0       | Copa América de 2011        |
| 13. | 11 de julho de 2011    | Córdoba, Argentina        | Costa Rica           | 2    | 3–0       | Copa América de 2011        |
| 14. | 15 de novembro de 2011 | Barranquilla, Colômbia    | Colômbia             | 1    | 2–1       | Elim. Copa do Mundo de 2014 |
| 15. | 2 de junho de 2012     | Buenos Aires, Argentina   | Equador              | 1    | 4–0       | Elim. Copa do Mundo de 2014 |
| 16. | 12 de outubro de 2012  | Mendoza, Argentina        | Uruguai              | 1    | 3–0       | Elim. Copa do Mundo de 2014 |
| 17. | 6 de fevereiro de 2013 | Solna, Suécia             | Suécia               | 1    | 3–2       | Amistoso                    |
| 18. | 11 de junho de 2013    | Quito, Equador            | Equador              | 1    | 1–1       | Elim. Copa do Mundo de 2014 |
| 19. | 10 de setembro de 2013 | Assunção, Paraguai        | Paraguai             | 1    | 5–2       | Elim. Copa do Mundo de 2014 |
| 20. | 18 de novembro de 2013 | St. Louis, Estados Unidos | Bósnia e Herzegovina | 2    | 2–0       | Amistoso                    |
| 21. | 18 de novembro de 2013 | St. Louis, Estados Unidos | Bósnia e Herzegovina | 2    | 2–0       | Amistoso                    |
| 22. | 3 de setembro de 2014  | Düsseldorf, Alemanha      | Alemanha             | 1    | 4–2       | Amistoso                    |
| 23. | 31 de março de 2015    | Londres, Inglaterra       | Croácia              | 1    | 2–1       | Amistoso                    |
| 24. | 7 de junho de 2015     | San Juan, Argentina       | Bolívia              | 3    | 5–0       | Amistoso                    |
| 25. | 7 de junho de 2015     | San Juan, Argentina       | Bolívia              | 3    | 5–0       | Amistoso                    |
| 26. | 7 de junho de 2015     | San Juan, Argentina       | Bolívia              | 3    | 5–0       | Amistoso                    |
| 27. | 13 de junho de 2015    | La Serena, Chile          | Paraguai             | 1    | 2–2       | Copa América de 2015        |
| 28. | 16 de junho de 2015    | La Serena, Chile          | Uruguai              | 1    | 1–0       | Copa América de 2015        |
| 29. | 30 de junho de 2015    | Concepción, Chile         | Paraguai             | 1    | 6–1       | Copa América de 2015        |
| 30. | 4 de setembro de 2015  | Houston, Estados Unidos   | Bolívia              | 2    | 7–0       | Amistoso                    |
| 31. | 4 de setembro de 2015  | Houston, Estados Unidos   | Bolívia              | 2    | 7–0       | Amistoso                    |
| 32. | 8 de setembro de 2015  | Arlington, Estados Unidos | México               | 1    | 2–2       | Amistoso                    |
| 33. | 10 de junho de 2016    | Chicago, Estados Unidos   | Panamá               | 1    | 5–0       | Copa América Centenário     |
| 34. | 11 de novembro de 2017 | Moscou, Rússia            | Rússia               | 1    | 1–0       | Amistoso                    |
| 35. | 14 de novembro de 2017 | Krasnodar, Rússia         | Nigéria              | 1    | 2–4       | Amistoso                    |
| 36. | 29 de maio de 2018     | Buenos Aires, Argentina   | Haiti                | 1    | 4–0       | Amistoso                    |
| 37. | 16 de junho de 2018    | Moscou, Rússia            | Islândia             | 1    | 1–1       | Copa do Mundo de 2018       |
| 38. | 30 de junho de 2018    | Cazã, Rússia              | França               | 1    | 3–4       | Copa do Mundo de 2018       |
| 39. | 23 de junho de 2019    | Porto Alegre, Brasil      | Catar                | 1    | 2–0       | Copa América de 2019        |
| 40. | 6 de julho de 2018     | São Paulo, Brasil         | Chile                | 1    | 2–1       | Copa América de 2019        |
| 41. | 18 de novembro de 2019 | Tel Aviv, Israel          | Uruguai              | 1    | 2–2       | Amistoso                    |

## Títulos
Atlético de Madrid
- Liga Europa da UEFA: 2009–10
- Supercopa da UEFA: 2010

Manchester City
- Premier League: 2011–12, 2013–14, 2017–18, 2018–19 e 2020–21[52]
- Supercopa da Inglaterra: 2012, 2018 e 2019
- Copa da Liga Inglesa: 2013–14, 2015–16, 2017–18, 2018–19, 2019–20 e 2020–21
- Copa da Inglaterra: 2018–19

Seleção Argentina Sub-20
- Copa do Mundo FIFA Sub-20: 2005 e 2007

Seleção Argentina Sub-23
- Medalha de ouro nas Olimpíadas de Pequim 2008

Seleção Argentina
- Copa América: 2021

### Prêmios individuais
- Clarín de Ouro – Revelação da Argentina: 2005
- Equipe Ideal da América: 2005[carece de fontes?]
- Golden Boy: 2007[53]
- Bola de Ouro da Copa do Mundo FIFA Sub-20: 2007[54]
- Chuteira de Ouro da Copa do Mundo FIFA Sub-20: 2007[54]
- Prêmio Antonio Puerta: 2008[55]
- Troféu EFE: 2007–08
- Melhor Jogador Estrangeiro da La Liga: 2007–08
- Jogador Jovem do Ano World Soccer: 2009[carece de fontes?]
- Chuteira de Ouro da Premier League: 2014–15
- Futebolista do Ano da FSF: 2014
- 11º melhor jogador do ano de 2016 (The Guardian)[56]
- 31º melhor jogador do ano de 2016 (Marca)[57]
- Equipe do Ano PFA da Premier League: 2017–18,[58] 2018–19
- Jogador do Mês da Premier League: outubro de 2013, novembro de 2014, janeiro de 2016, abril de 2016, janeiro de 2018, fevereiro de 2019[59] e janeiro de 2020[52]
- Hall da Fama da Premier League: 2022
- Equipe ideal CONMEBOL da década 2011–2020 pela IFFHS[60]

### Artilharias
- Copa do Mundo FIFA Sub-20 de 2007: (6 gols)
- Premier League de 2014–15: (26 gols)[52]